# Франческо Альбероні
Франческо Альбероні (італ. Francesco Alberoni; 31 грудня 1929, Боргоново-Валь-Тідоне — 14 серпня 2023, Мілан) — італійський журналіст і професор соціології. Він був членом правління та членом ради директорів (головою) італійської державної телевізійної мережі RAI з 2002 по 2005 рік.
Альбероні був одним з небагатьох регулярних авторів першої сторінки «Corriere della Sera», самої популярної газети в Італії, яка публікувала його статті з 1973 по 2011 рік. У 1979 році Альбероні опублікував свого бестселера «Falling in Love».